# مدرسة تركان خاتون (بغداد)
مدرسة تركان خاتون  مدرسة تاريخية يعود تأسيسها إلى العصر العباسي في بغداد. أنشأتها  تركان خاتون، زوجة السلطان ملكشاه بن ألب أرسلان السلجوقي في الجانب الشرقي من المدينة. وقد تم تخصيصها  للمذهب الحنفي. كما اشتهر عدد كبير من مدرّسيها. إلا أنها اليوم لم تعد موجودة.